# マッターホルン・ゴッタルド鉄道Deh4/4 21-24形電車

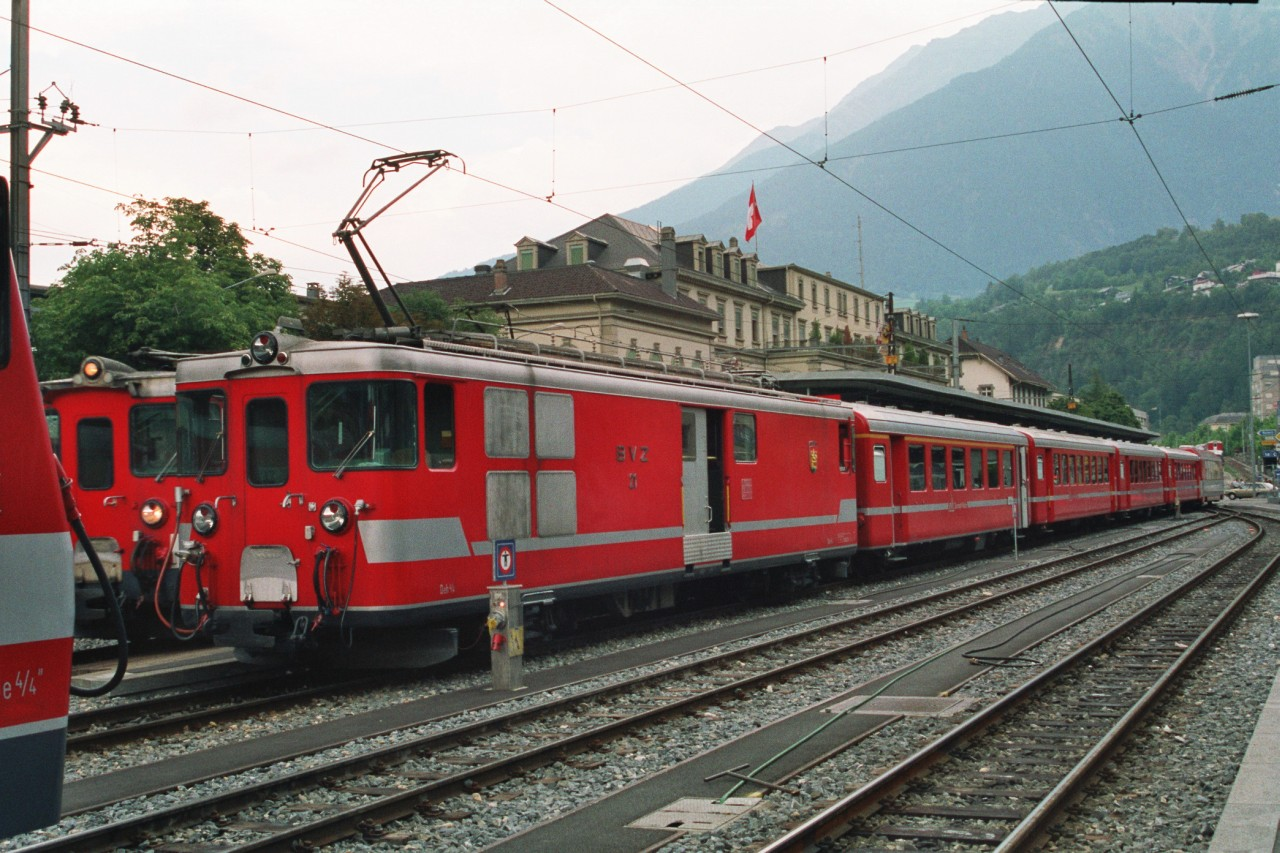
Deh4/4 21号機、製造時の旧ブリーク・フィスプ・ツェルマット鉄道塗装、もともとの用途であるシャトルトレインの牽引で使用されている、ブリーク駅、1996年

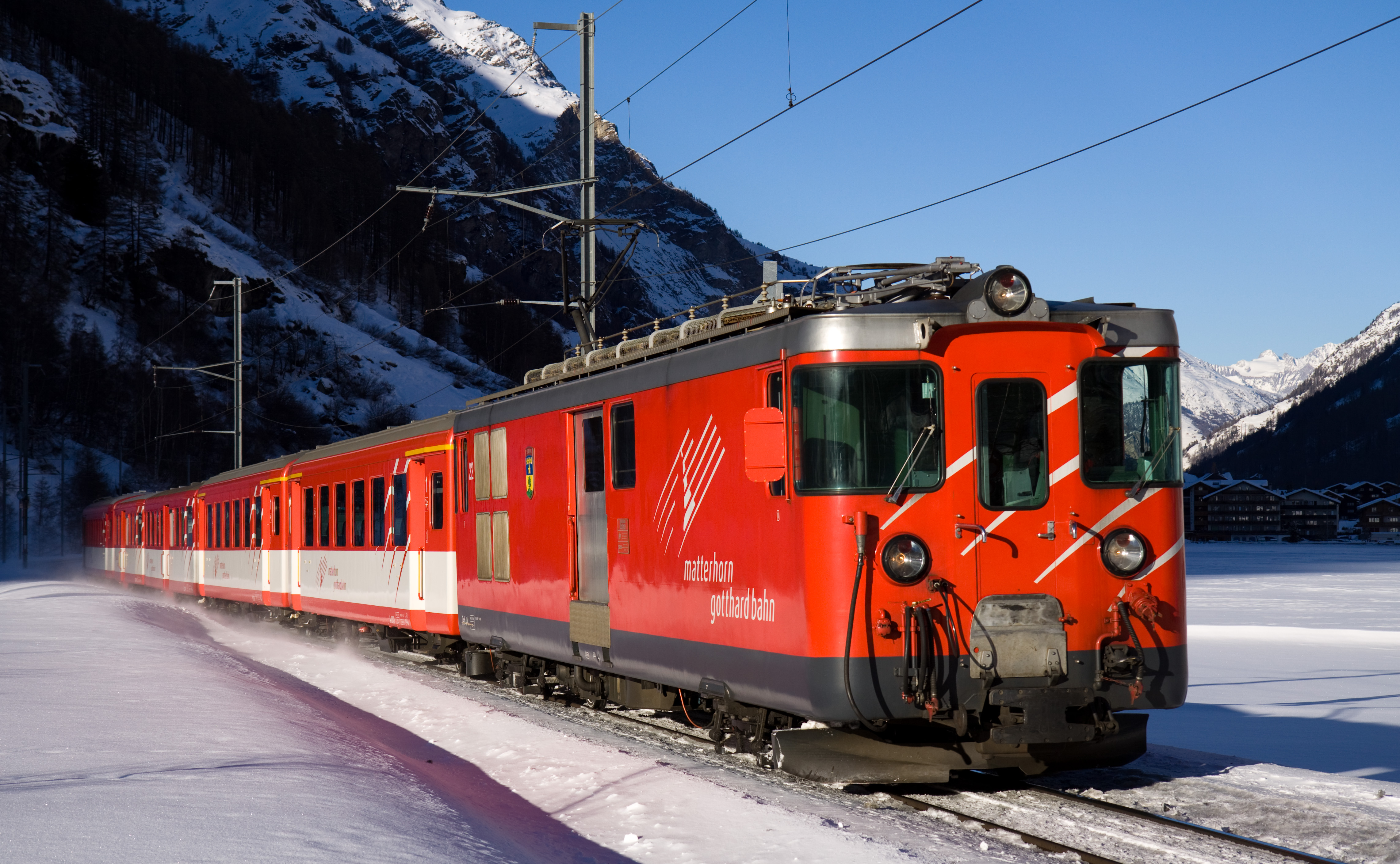
Deh4/4 22号機、現在のマッターホルン・ゴッタルド鉄道塗装、幌枠の付く後位側前面、テッシュ駅付近、2009年

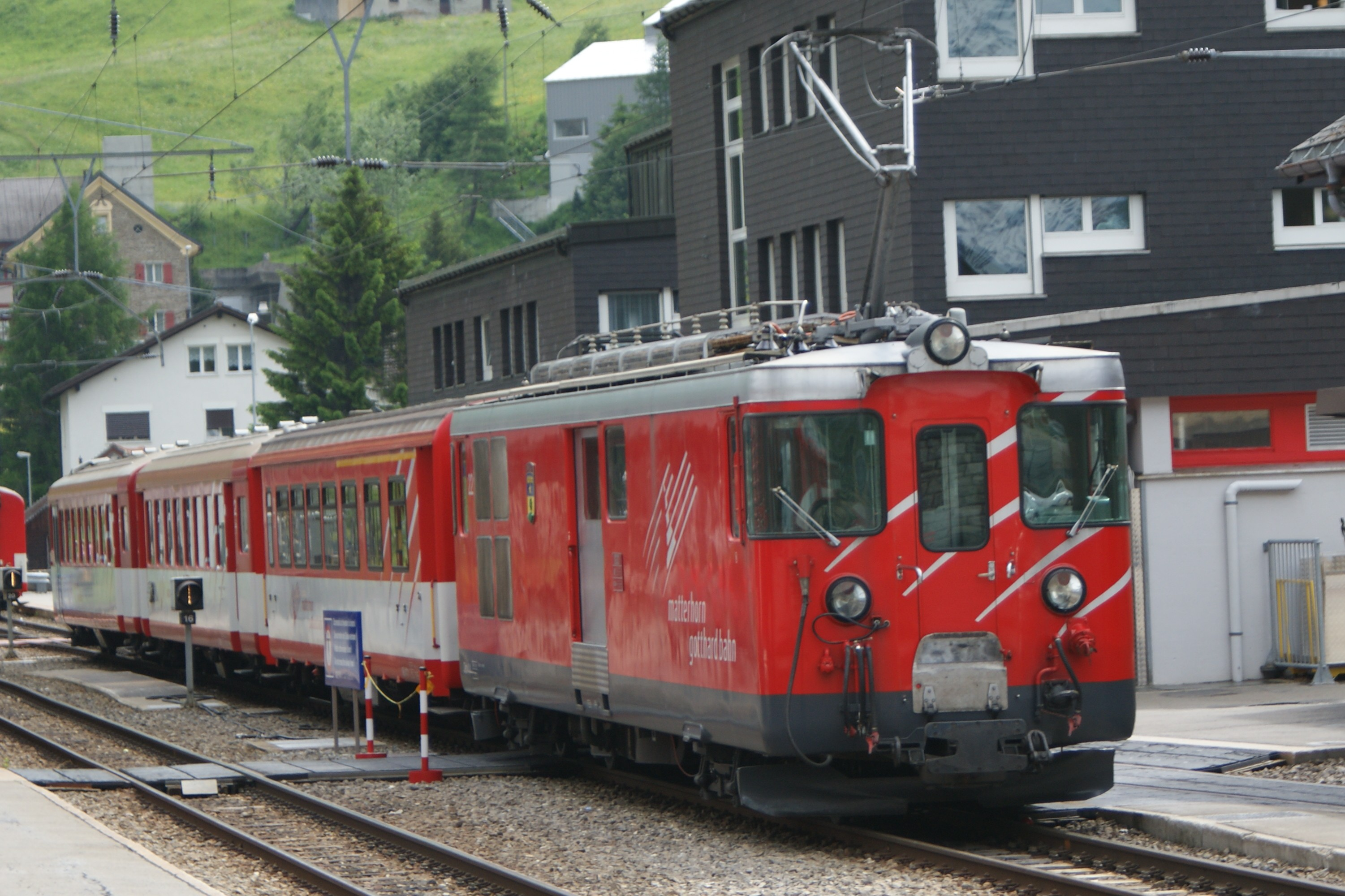
旧フルカ・オーバーアルプ鉄道区間に転用されたDeh4/4 22号機、アンデルマット駅、2009年

マッターホルン・ゴッタルド鉄道Deh4/4 21-24形電車（マッターホルン・ゴッタルドてつどうDeh4/4 21-24がたでんしゃ）は、スイス南部の私鉄であるマッターホルン・ゴッタルド鉄道（Matterhorn-Gotthard-Bahn (MGB)）の山岳鉄道用ラック式荷物電車である。

## 概要
2003年にフルカ・オーバーアルプ鉄道と合併してマッターホルン・ゴッタルド鉄道となる以前のブリーク・フィスプ・ツェルマット鉄道では、1960-70年代には1929-36年製のHGe4/4形電気機関車6機と、1960、65年製のABDeh6/6形およびABDeh8/8形電車が客車列車および貨物列車を牽引していたが、さらなる輸送力の増強を計画していた。一方、同鉄道に隣接するフルカ・オーバーアルプ鉄道では同時期の1972年にDeh4/4 51-55形ラック式荷物電車が2等客車2両と1等/2等合造制御客車を牽引する、終端駅での動力車の付替えの不要なシャトルトレインを導入して輸送力増強を図っていたため、ブリーク・フィスプ・ツェルマット鉄道でも同様なシャトルトレインを導入することとなり、その動力車として1975-76年に4機が用意された機体が本項で述べるDeh4/4形の21-24号機である。本形式はフルカ・オーバーアルプ鉄道のDeh4/4形51-55号機をベースに、新技術の採用や路線条件の違いの反映などの改良をした増備形として製造されたもので、Deh4/4 51-55形からの変更点は以下の通りである。
- 主制御装置をBBC[4]製のタップ切換制御装置からSAAS製のサイリスタ位相制御装置に変更
- 上記に伴い、同じく主電動機をBBC製の交流整流子電動機からSAAS[5]製の直流直巻整流子電動機に変更
- 運用路線の最急勾配が179パーミルから125パーミルに変更となったため、ブレーキ装置を一部変更
- 主制御装置の変更に伴い機器室内の配置と車体窓および冷却気導入口位置、床下機器配置の変更
- 前位側正面の貫通幌取付省略に伴い扉周りの細部変更
- 連結器を前後ともねじ式連結器に変更、および一部電気連結器の変更

本形式はシャトルトレイン方式の列車の運行、通常の旅客列車もしくは貨物列車の牽引などブリーク・フィスプ・ツェルマット鉄道のさまざまな列車で運行されることを想定したラック式の荷物電車となっており、車体の製造をSIG、機械部分、台車の製造をSLM、電機部分、主電動機の製造をSAASが担当している。また、ラック式台車と駆動装置はフルカ・オーバーアルプ鉄道のHGm4/4形とDeh4/4 51-55形で実績のあるものを採用し、1時間定格出力をベース機より若干高い1094kW、最大牽引力は若干低い213kNとして、最大勾配125パーミルで90tの列車を牽引可能な性能を有する機体となっている。
なお、それぞれの機番と製造所、製造年、機体名（主に沿線の街の名称、各機体に一覧の通りエンブレムが設置される）は下記のとおりである。
- 21 - SLM/SIG/SAAS - 1975年 - Stalden
- 22 - SLM/SIG/SAAS - 1975年 - St. Niklaus
- 23 - SLM/SIG/SAAS - 1976年 - Randa
- 24 - SLM/SIG/SAAS - 1976年 - Täsch

機体名/エンブレム一覧
21号機 Stalden
22号機 St. Niklaus
23号機 Randa
24号機 Täsch

## 仕様

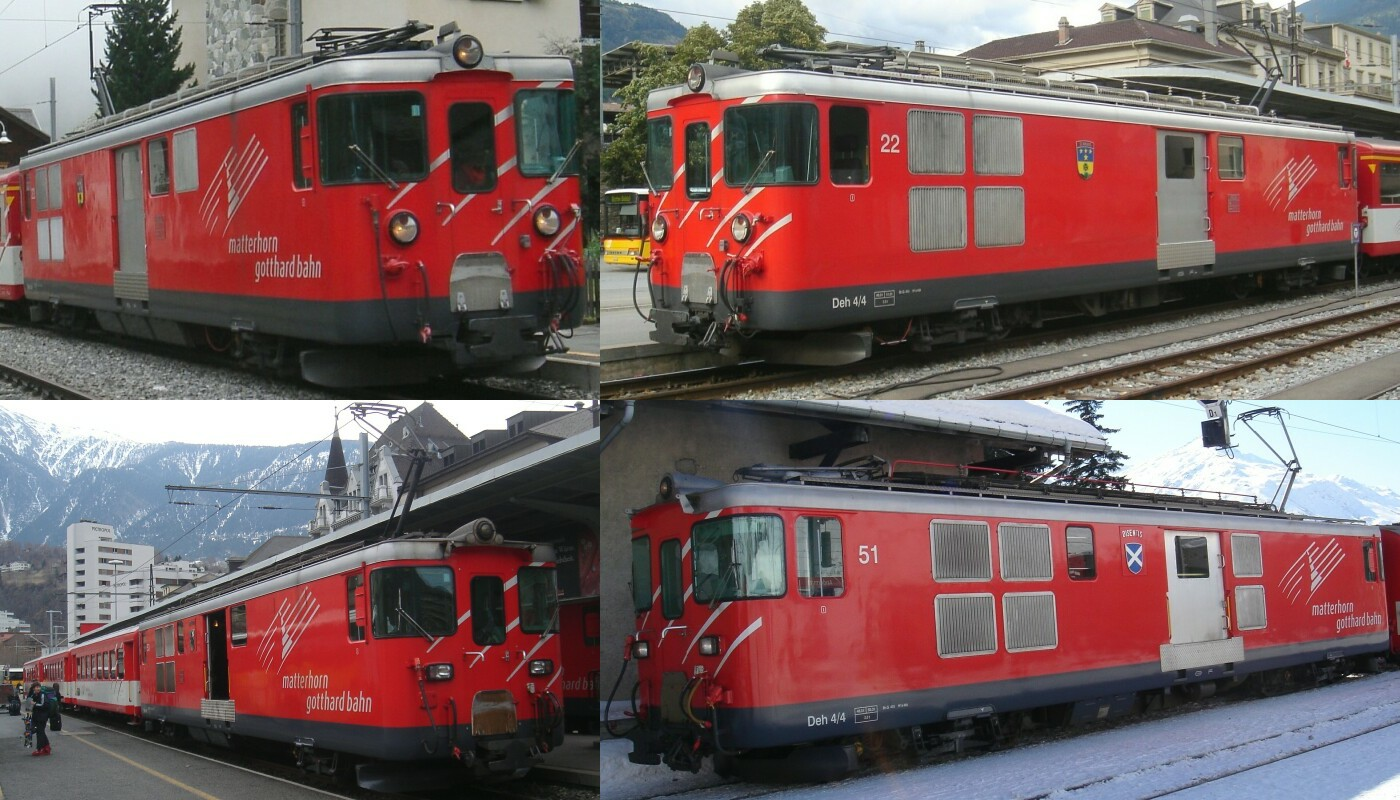
Deh4/4形の22号機（上側2枚）と、ベースとなった旧フルカ・オーバーアルプ鉄道のDeh4/4 51号機（下側2枚、前照灯は後年の改造）の比較、Deh4/4 22号機はいずれも幌枠の付かない前位側前面

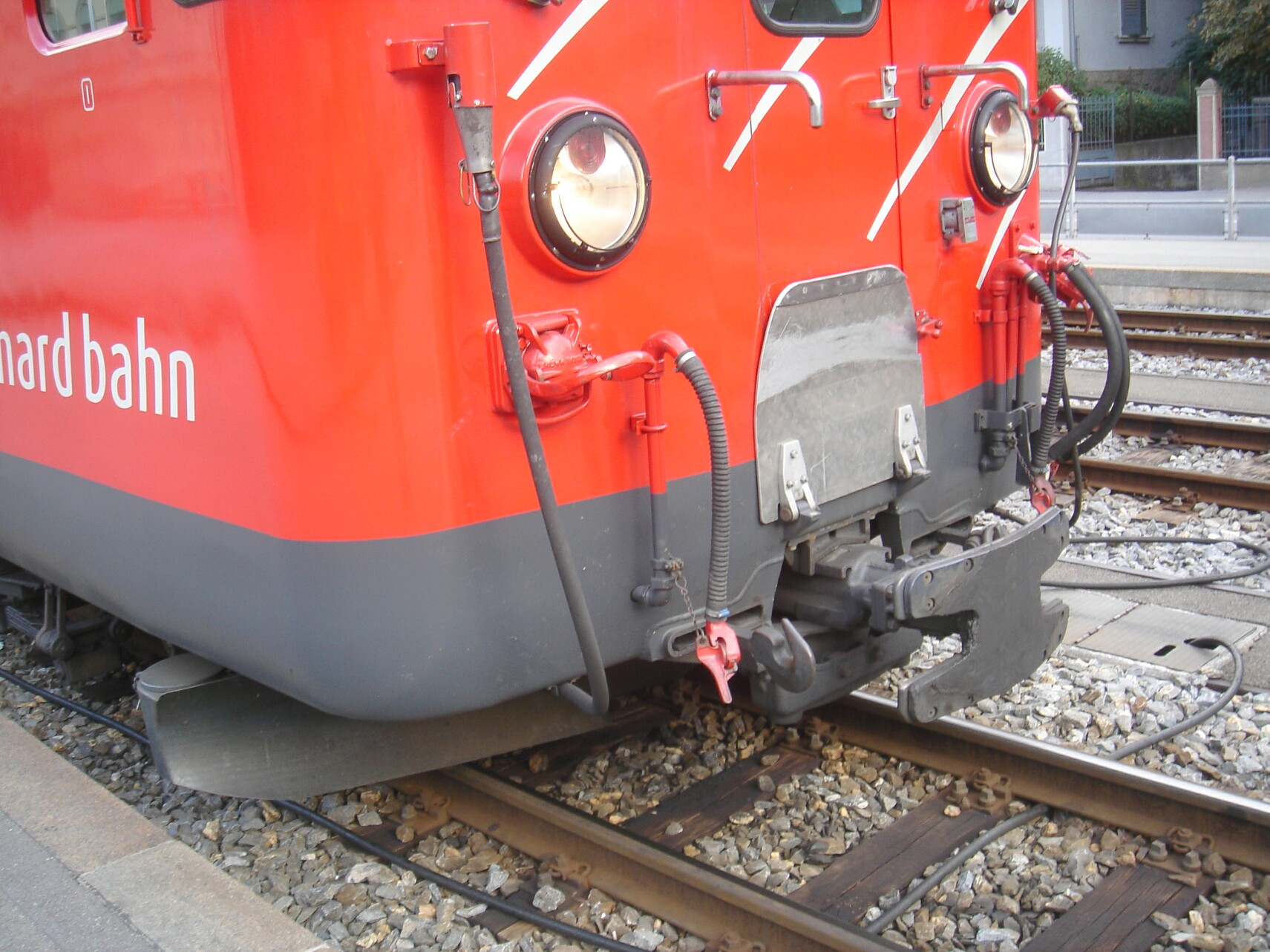
Deh4/4 21-24形の車端部、連結器は中央緩衝器のねじ式連結器、重連総括制御用、暖房用、サービス用の電気連結器とブレーキ用の連結ホースを装備する、2006年

### 車体
- 車体は両運転台式で中央に荷物室、その前後に機器室を配置したものとなっており、ベースとなったDeh4/4 51-55形とほぼ同一のSIGのアルミニウム製の軽量構造のものであるが、本形式では主制御装置が新しいSAAS製のものになったことに伴い、機器室内および床下の機器配置と側面の空気導入口の配置が変更されている。構体は当時のスイスで標準的な丸みを帯びたデザインのものとなっており、正面は貫通扉付の丸妻、側面は平滑で中央に荷物扉を配置し、機器室部にルーバー付の空気取入口を設けている。また、台枠は型材を溶接組立により高さ約600mmの箱状として、台車をその中に収める形で装荷し、荷重は台枠下部の側受で受ける形のものとなっており、床面高はレール面上1200mmで前後の貫通扉部のみ連結される客車に合わせてスロープを経由して1段低くなっている。
- 運転室は左側運転台で、車内の旅客等の通過に対応するため、貫通路部分と仕切ることができる半室式となっている。運転台は、中央にスイスやドイツで一般的な円形のハンドル式のマスターコントローラーが、左側に縦軸式の自動ブレーキ弁が設置され、運転室横の窓は下落し式で反運転台側にはバックミラーが設置されている。車体中央部には面積10.0m2、荷重2.5tの荷物室があり、両側面に開口幅1580mmの片引戸が設置されている。また、荷物室の前後は中央通路式の機器室となっており、各室内に主電動機冷却ファン、各種電気機器、電動空気圧縮機、電動真空ポンプ、位相制御装置、発電ブレーキ励磁装置、各種補機類、圧縮空気タンク、真空タンクなどが配置されている。
- 正面は貫通扉付で正面窓に曲面ガラスを使用した3枚窓のスタイルで、貫通扉上部と下部左右の3箇所に丸型の前照灯が設置されており、いずれも丸形灯の内側上部に赤色の標識灯を組込んでいるほか、上部のものの両脇下部にも小型の丸型標識灯が設置されている。また、シャトルトレインの編成で客車と連結される後位側の先頭部のみ貫通幌が取付けられている。なお、ベースとなったDeh4/4 51-55形とは、正面上部の前照灯の下部のものと同一の大型のものへの変更、前位側の貫通扉の幌取付座の省略と、その上部の前照灯位置の下方への変更などの差異がある。また、1990年代には上部前照灯左右の標識灯の多くが撤去され、2000年代には前位側の貫通扉部への幌吊具の設置が行われている。連結器は車体取付のねじ式連結器で緩衝器が中央、フック・リングがその左右にあるタイプとなっており、必要に応じて[8]ピン・リンク式自動連結器と換装可能な構造となっている。また、連結器周囲には重連総括制御用および暖房引通用の電気連結器とブレーキ用の連結ホースが設置されるほか、先頭下部の台車端部には大型スノープラウが設置されている。
- 屋根上には両端部にシングルアーム式のパンタグラフ2基が、後位側のパンタグラフ横に真空遮断器が、その間にブレーキ用の大型抵抗器が搭載されている。また、床下の台車間中央には主変圧器が搭載され、その周囲に主変圧器冷却油用オイルクーラー、ブレーキ用圧縮空気タンク、蓄電池などが配置されている。
- 車体塗装は濃赤色一色をベースに側面荷物室扉と冷却気導入口のルーバー、正面貫通扉の渡板を銀色とし、側面荷物室扉の左側に"BVZ"と機番の切り抜き文字を、右側には機体名の紋章を設置している。また、屋根および屋根上機器、側面冷却気導入口のルーバー、荷物室扉、正面貫通扉の渡り板、手摺類が銀色、床下機器と台車はダークグレーであった。
- その後1980年代後半にはブリーク・フィスプ・ツェルマット鉄道では順次新塗装に変更されている。本形式は赤をベースに車体裾部がダークグレーで、車体裾部のダークグレーとの境界部にの境界部と側面下部に銀色の細帯が、車体四隅下部に同じく銀色の太帯が入るものとなっている。なお、荷物室扉等の銀色や各切り抜き文字と紋章の配置、屋根上、床下塗装は従来通りである。
- マッターホルン・ゴッタルド鉄道となった際にはDeh4/4 51-55形、Deh4/4 91-96形との共通の塗装に変更されており、車体裾部および側面下部、四隅部の銀色帯が無くなり、機体名の紋章が荷物室扉左側に移設され、右側には同鉄道のロゴとシンボルマークが入れられているほか、正面にもシンボルマークの一部が入れられている。また、切抜文字類はすべて撤去され、運転室左側の乗務員室窓後部に機番のレタリングが入れられている。

### 走行機器
- 主変圧器は床下中央に油冷式のものを1基、主制御装置は機器室内にスイス国鉄のRABDe8/16形電車のものをベースとしたサイリスタとダイオードによる位相制御のものを2セット搭載し、各台車毎の各2基の主電動機を制御しているほか、屋根上のブレーキ用抵抗器を使用する発電ブレーキ機能を有している。また、補機として主変圧器冷却用のオイルクーラーとオイルポンプ、主制御装置、主電動機冷却用の冷却ファンなどを搭載している。
- 主電動機はSAAS製直流直巻整流子電動機を4台搭載し、1時間定格出力1094kW、牽引力104kN、最大牽引力213kNの性能を発揮する。冷却は冷却ファンによる強制通風式で、冷却風は車体側面の吸気口から吸入する。
- 台車はベースとなったDeh4/4 51-55形のものから最急勾配179パーミル対応から125パーミル対応への改良と、主電動機および歯車比の変更に対応した、軸距2790mm、動輪径790mm、ピニオン径688mmのラック式台車を使用しており、駆動装置も同様となっている。この台車と駆動装置はフルカ・オーバーアルプ鉄道のHGm4/4形のものをベースに連結器を台車取付から車体取付に変更したもので、駆動装置はベルナーオーバーラント鉄道のABeh4/4I形のものをベースとしたものとなっている。
- 台車枠は鋼板の溶接組立式で側梁と端梁、側梁間に3本設けられた中梁で構成され、側梁の中央部が左右に張出した（その下部に枕ばねが配置される）形状となっている。また、軸箱支持方式は円筒案内式、枕ばねは重ね板ばね、軸ばねはコイルばねで、牽引力および荷重の伝達は以下の通り。
  - 牽引力：動輪およびピニオン→軸箱→軸箱支持装置→台車枠→台車中央の心皿穴に配置されたセンターピン→左右の車体支持用側受の間（台車の台車枠と枕ばね/揺れ枕の間を通る）に渡された車体支持梁中央の心皿穴→車体台枠側梁下部の車体支持部→車体台枠
  - 荷重：車体台枠→車体台枠側梁下部の車体支持用側受→左右の車体支持用側受の間に渡された車体支持梁→車体支持梁と枕ばね間の摺板（台車の回転方向の動きを吸収）→左右1組ずつの重ね板ばね式枕ばね（台車の上下方向の動きを吸収）→台車枠→軸ばね→軸箱→動輪
- ラック方式はラックレールが2条のアプト式[9]で、ピニオンは各動軸にフリーで嵌込まれており、動輪と同じ主電動機で駆動され、動輪のタイヤの1/2磨耗した時に動輪とピニオンの周速が一致するようにギヤ比が設定されている。この方式は、ブリーク・フィスプ・ツェルマット鉄道でもHGe4/4形以降標準的に使用されていた方式で、構造が単純で小型化もできることから現在でもスイス製のラック式電車では最も実績のある方式となっている。一方でこの方式は直径の異なる動輪とピニオンが歯車を介して機械的に接続されるものであるため、大出力の機体では動輪径によっては周速の差による駆動装置への負担が大きくなるため[10]本形式の駆動装置では、動輪側の駆動系統に電磁空気作動式の摩擦クラッチを組込み、ここで過負荷を吸収する構造としているほか、動輪を駆動系から開放して純ラック式電車として運行することもできるものとなっている。主電動機は台車枠の横梁間に枕木方向に装荷され、そこから吊り掛け式に装荷された駆動装置を経由して動輪とピニオンに伝達される方式で、主電動機の変更に伴って減速比が変更されており、動輪はDeh4/4 51-55形の1:7.343から1:7.068に、ピニオンが1:6.445から1:6.203となっている。なお、動力の伝達経路は以下の通りとなっている。
  - 動輪：主電動機出力軸 - 弾性継手 - 主電動機軸と同軸の中空軸に設けられた小歯車 - 中間軸の大歯車 - 大歯車に組込まれたクラッチ - 中間軸と同軸の中空軸の中間歯車 - 中間歯車 - 動軸用大歯車 - 粘着動輪
  - ピニオン：主電動機出力軸 - 弾性継手 - 主電動機軸と同軸の中空軸に設けられた小歯車 - 中間軸の大歯車 - 中間軸の中間歯車 - 中間歯車 - 動軸と同軸の中空軸に設けられたピニオン用大歯車 - ピニオン
- 基礎ブレーキ装置として、各動輪に作用する踏面ブレーキを1台車あたり計4組（ブレーキシリンダは各1基ずつ計4基）、ピニオン併設のブレーキドラムに作用するバンドブレーキを1台車あたり2組（ブレーキシリンダは各1基ずつ計2基）、主電動機出力軸端に設置されたブレーキドラムに作用するバンドブレーキを1台車あたり2組（ブレーキシリンダは各1基ずつ計2基）を装備しており、踏面ブレーキには非常用および駐機用として使用されるばねブレーキを兼用しており、ブレーキシリンダ内にコイルばねを組込んでいる。また、機体両端の動輪に砂撒き装置が設置されており、砂箱はスノープラウ内に設けられている。
- ブレーキ装置は主制御器による発電ブレーキ、踏面ブレーキと主電動機軸のバンドブレーキに作用する自動空気ブレーキ、ピニオンに作用する直通空気ブレーキ、非常停止用および駐機用のばねブレーキ、客車などの列車用の自動真空ブレーキ装置を搭載している。

### 主要諸元
- 軌間：1000mm
- 電気方式：AC11kV 16.7Hz 架空線式
- 最大寸法：全長16900mm、車体幅2650mm、全高3800mm（パンタグラフ折畳時）、屋根高3420mm
- 軸配置：Bozz'Bozz'
- 軸距：2790mm
- 動輪径：796mm
- ピニオン径：688mm
- 台車中心間距離：10000mm
- 自重：49.0t
- 荷重：2.5t
- 走行装置
  - 主制御装置：サイリスタ位相制御
  - 主電動機：直流直巻整流子電動機×4台（1時間定格電圧650V、回転数1708rpm）
  - 減速比：7.068（動輪）、6.203（ピニオン）
- 性能
  - 出力：1094kW（1時間定格、於35km/h）
  - 牽引力：213kN（最大、0-30km/h）、104kN（1時間定格、於35km/h）
  - 牽引トン数：90t（125パーミル・ラック区間）
- 最高速度
  - 粘着区間：65km/h
  - ラック区間：35km/h
- ブレーキ装置：発電ブレーキ、自動空気ブレーキ、直通空気ブレーキ、ばねブレーキ、列車用自動真空ブレーキ

## 運行
- マッターホルン・ゴッタルド鉄道の旧ブリーク・フィスプ・ツェルマット鉄道区間で各種列車の牽引に使用されているほか、2006年以降は旧フルカ・オーバーアルプ鉄道区間でもローカル列車の牽引に使用されている。
- 旧ブリーク・フィスプ・ツェルマット鉄道の本線は現在では全長44.0km、最急勾配125パーミル（粘着区間は27パーミル）標高651-1605mで旧フルカ・オーバーアルプ鉄道およびBLS AG[11]のレッチュベルクトンネル方面とスイス国鉄のシンプロントンネル方面に接続するブリークから、同じくBLS AGのレッチュベルクベーストンネル方面、スイス国鉄のローザンヌ方面と接続するフィスプまでスイス国鉄と並行し、そこからローヌ川の支流のフィスパ川に沿って遡り、ゴルナーグラート鉄道[12]のゴルナーグラート方面に接続するツェルマットに至る路線であり、1890-91年にフィスプ - ツェルマット間が、1930年にブリーク - フィスプ間が開業している。
- 旧フルカ・オーバーアルプ鉄道の本線は現在では全長96.9km、最急勾配110パーミル（粘着区間は67パーミル）標高671-2033mで、ブリークから、レーティッシュ鉄道[13]のクール方面に接続するディゼンティス/ミュスターを結ぶ路線であり、1982年のフルカベーストンネル開業前は旧フルカ峠区間[14]は豪雪、雪崩多発地帯のため、10月半ばから翌6月初めまでの冬季はオーバーヴァルト - レアルプ間を運休していた。
- 本形式の導入に合わせて、1975-76年にシャトルトレインに対応したB 2281-2290形2等客車2287-2290号車4両とBt 2251-2254形2等制御客車4両が導入されているほか、A 2071-2078形1等客車とB 2281-2290形の2281-2286号車に1974-83年に重連総括制御用引通線などを追加するシャトルトレイン対応改造を実施している。これらの客車はSIG製の標準型客車の系列であるEW Iシリーズ[15]であり、それぞれ全長18140mm、自重12.3tの2等客車、全長18560mm、自重13.8tの2等制御客車、全長17365mm、自重12.0tの1等車となっている。このシャトルトレインは、Deh4/4 21-24形がB 2281-2290形とA2071-2078形を最大計4両とBt2251-2254形1両の列車で全線で運用されたほか、自動車の乗り入れができないツェルマットと観光客用大駐車場のあるテッシュ間のシャトルトレイン用としてDeh4/4 21-24形1機とB 2287-2290号車のうち3両、Bt 2251-2254形のBt 2251号車の5両編成で1975-82年の間運行されていた。なお、テッシュ - ツェルマット間のシャトルトレインは1982年からABDeh6/6形が牽引する列車に置換えられている。
- その後1980-82年に旧型の中央扉客車のB 2261-2276形のB 2269-2273号車がシャトルトレイン対応改造されるなど、順次シャトルトレイン対応の客車が追加され、多様な編成で運行されている。なお、これらのシャトルトレイン旧フルカ・オーバーアルプ鉄道のものと異なり、全車が通常のねじ式連結器を装備しているほか、必要に応じて編成にさらに客車を増結して使用される際には編成内に造結される形ではなく、編成全体で数両の客車を牽引する形態での運行となっているほか、本形式が通常の客車列車を牽引する場合もあるが、通常は氷河急行の牽引には使用されていない。また、同鉄道のもう一形式の2等制御客車であるBt 2241-2242形は製造時以降ABDeh6/6形、現在ではHGe4/4IIの制御客車として使用されており、本形式では使用されていない。
- ABDeh4/8形とABDeh4/10形の増備に伴って2006年頃からは本形式のうち一部機体が旧フルカ・オーバーアルプ鉄道線の主にアンデルマット - ディゼンティス/ミュスター間の区間列車に転用されるようになり、現在ではうち1機が旧ブリーク・フィスプ・ツェルマット鉄道のBt 2251-2254形2等制御客車とB 2281-2290形2等客車、旧フルカ・フルカ・オーバーアルプ鉄道のAB 4171-4172形1等/2等合造客車との4両編成のシャトルトレインで運行されている。なお、本形式はブレーキ装置の違いから、最急勾配179パーミルのシェレネン線に入線できないため、アンデルマット - ディセンティス/ミュスター間での運行となり、フィスプ - ブリーク - アンデルマット - ゲシェネン間[16]の運行には使用されない。
- また、旧フルカ・オーバーアルプ鉄道線ではオーバーアルプ峠を越えるアンデルマット - セドルン間やそこからレーティッシュ鉄道方面への列車フェリーが1982年から運行されており、本形式も転用された機体がその牽引に使用されている。この列車は乗用車など数台を積載できるSkl-v 4831-4833形もしくはSkl-v 4834-4836形車運車数両と客車1-2両を荷物電車もしくは機関車が牽引するもので、本形式などの荷物電車が牽引する場合の客車にはABt 4151-4154形などの制御客車を使用する場合もある。
- 自動車の乗り入れのできないツェルマットなどへの食糧品や燃料その他物資の輸送は貨物列車によって行われており、本形式もその牽引に使用されることがあるが、現在ではフィスプ - ツェルマット間の1日4往復の貨物列車は主にHGe4/4II形の牽引で運行されている。

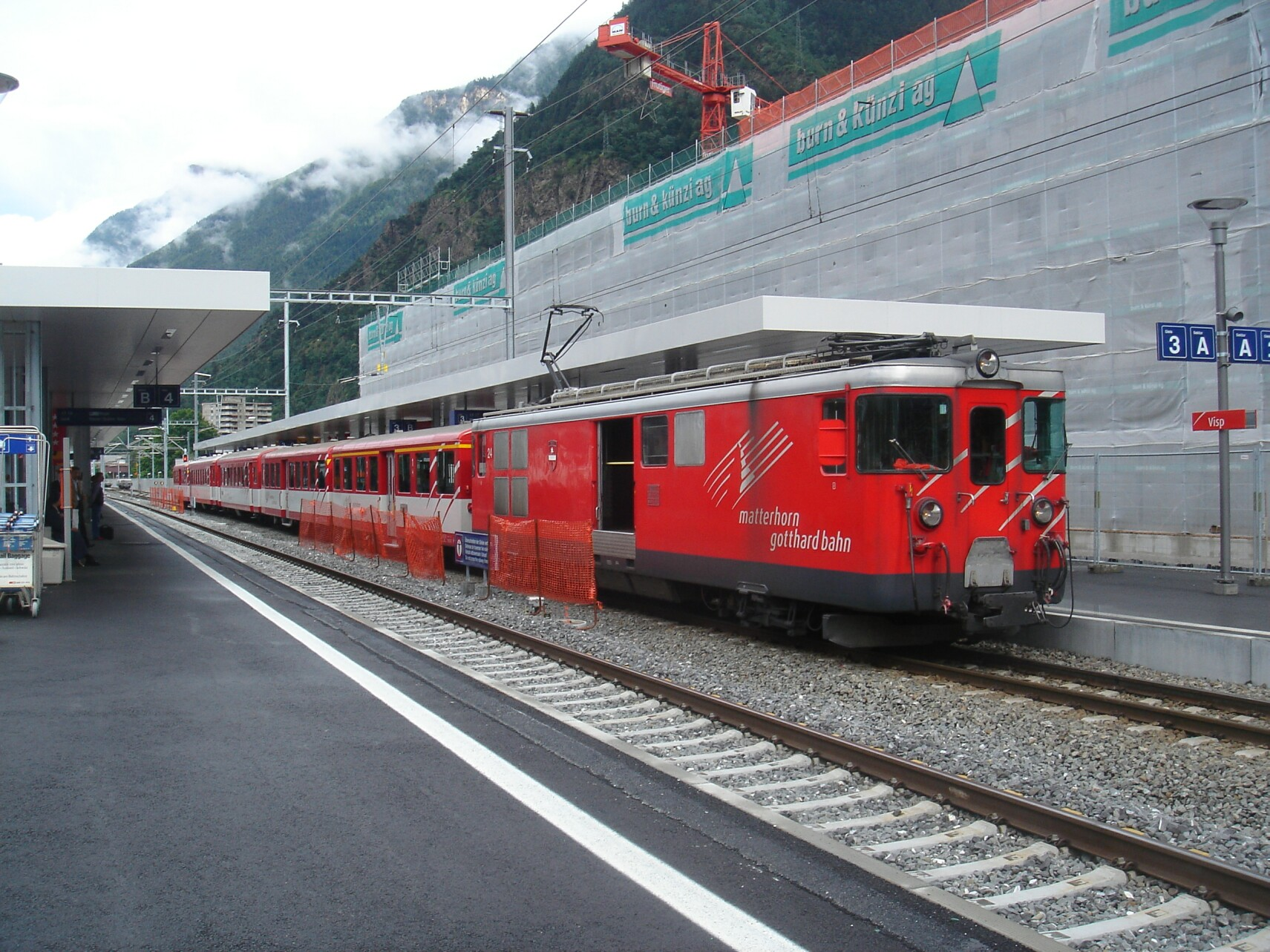
普通列車を牽引するDeh4/4 24号機、中間客車3両と制御客車の編成にさらに客車1両を増結、ツェルマット駅、2007年
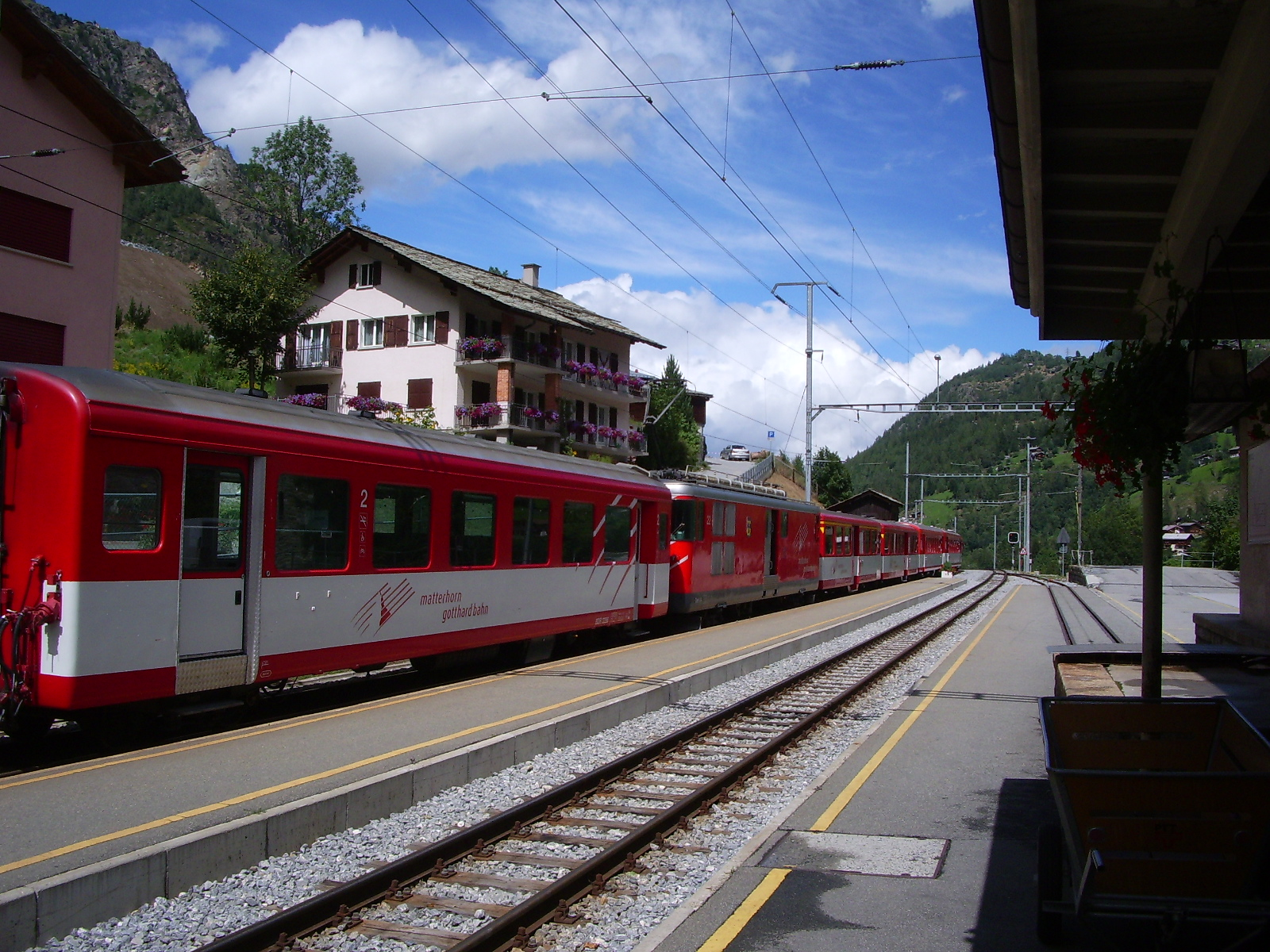
制御客車を先頭とした6両編成の普通列車、編成後部のDeh4/4形の後位に1両が増結されている、ザンクト・ニクラウス駅、2006年
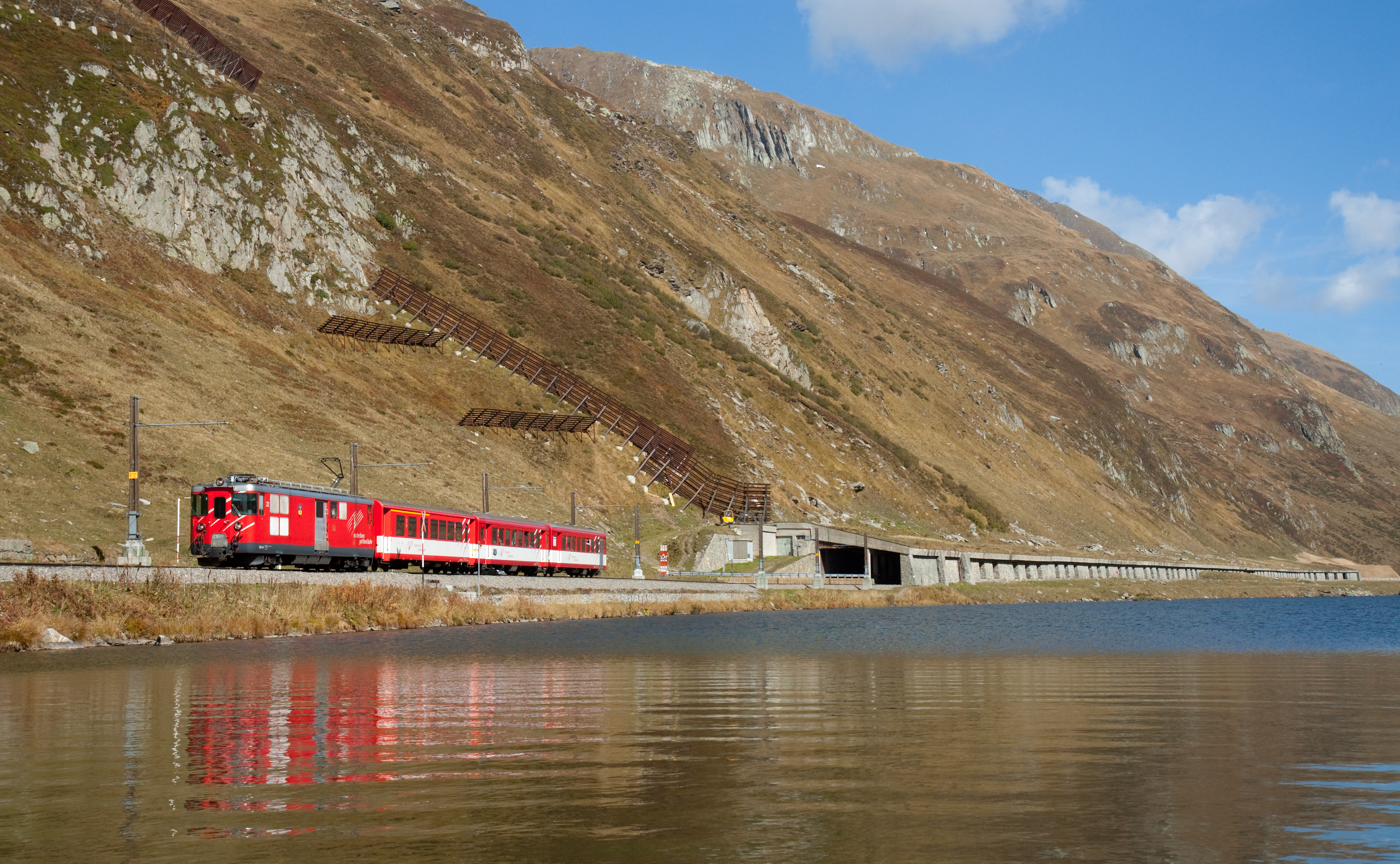
旧フルカ・オーバーアルプ鉄道線で使用される、Deh4/4 22号機が牽引するシャトルトレイン、標高約2000mのオーバーアルプ湖畔、2010年
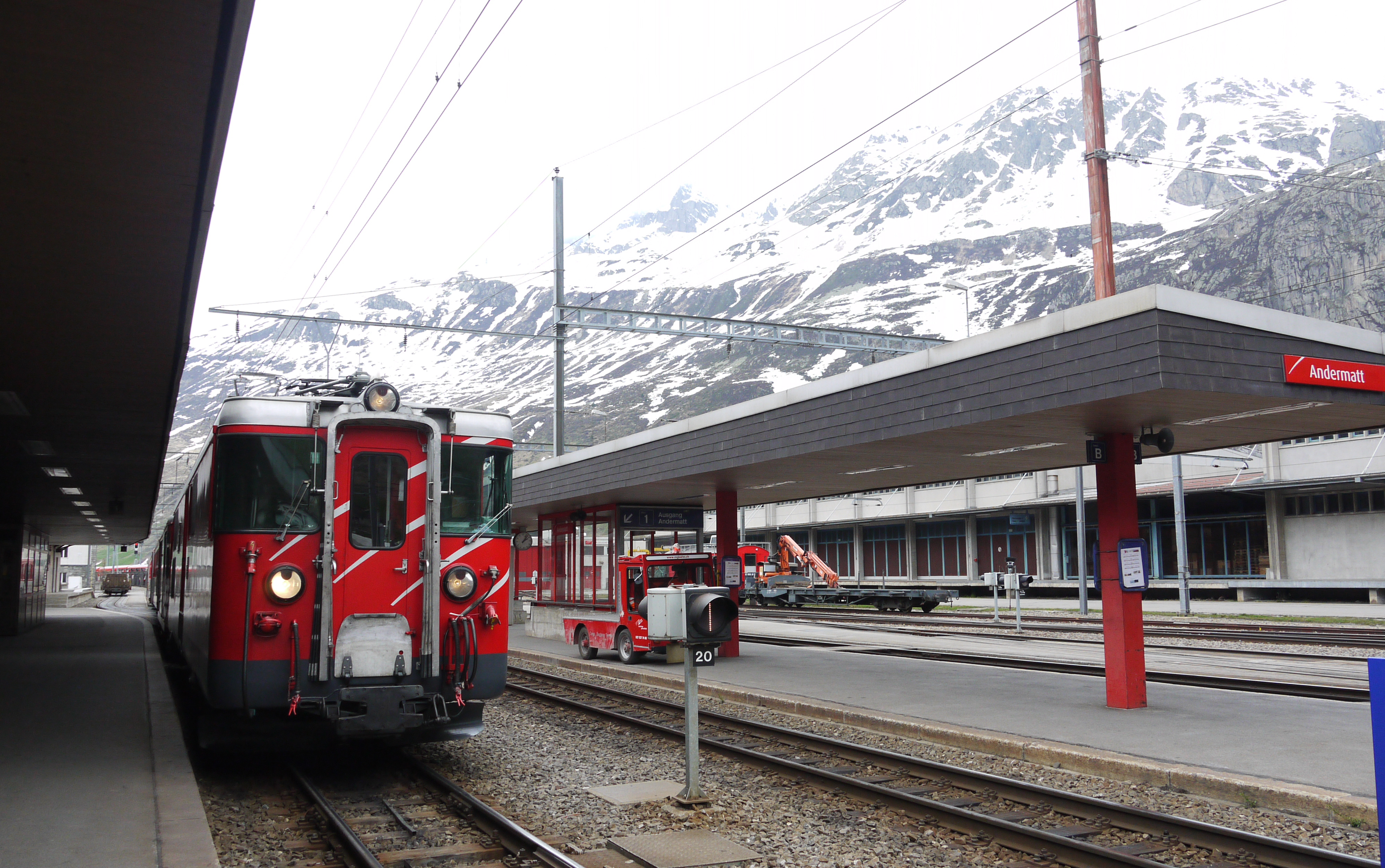
旧フルカ・オーバーアルプ鉄道線で使用されるDeh4/4形、増設された前位側の幌枠に貫通幌を付けて運行される、アンデルマット駅、2009年
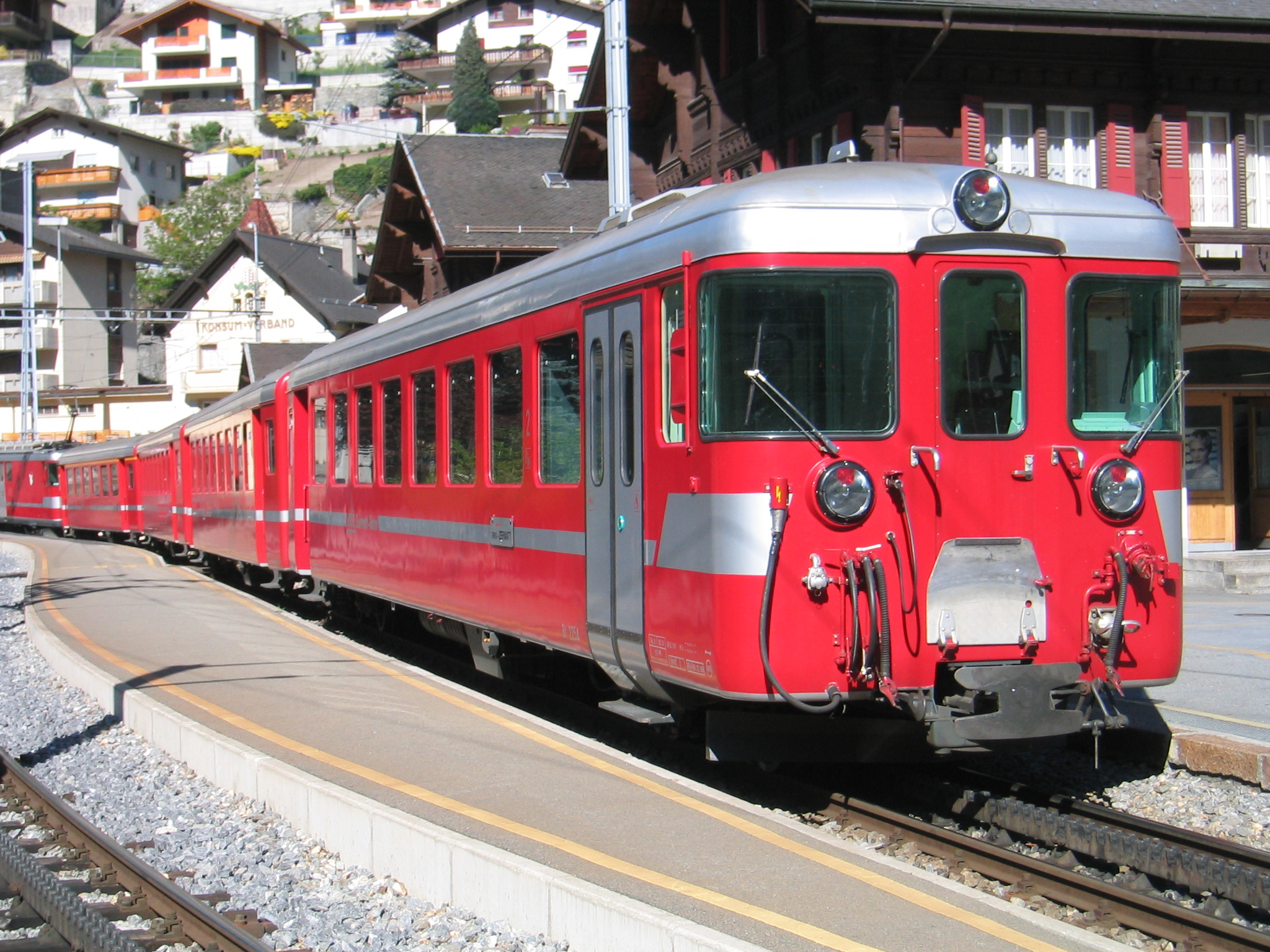
Bt 2251-2254形のBt 2254号車と2等客車2両、1等客車1両とDeh4/4形のシャトルトレイン、ブリーク・フィスプ・ツェルマット鉄道の新塗装、シュタルデン＝ザース駅、2003年
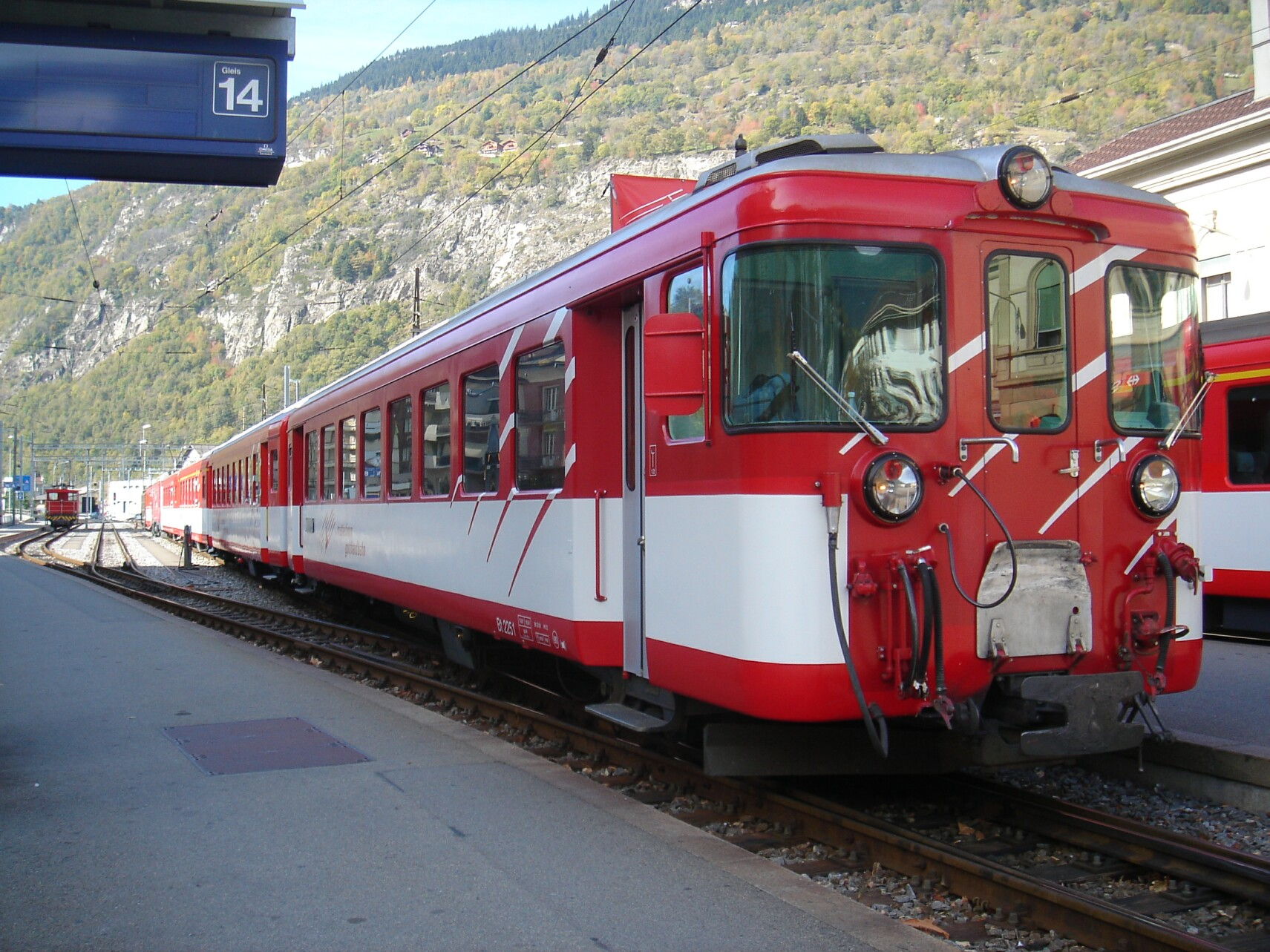
Bt 2251-2254形のBt 2251号車、マッターホルン・ゴッタルド鉄道塗装、ブリーク駅、2005年